# Bobby Bradford

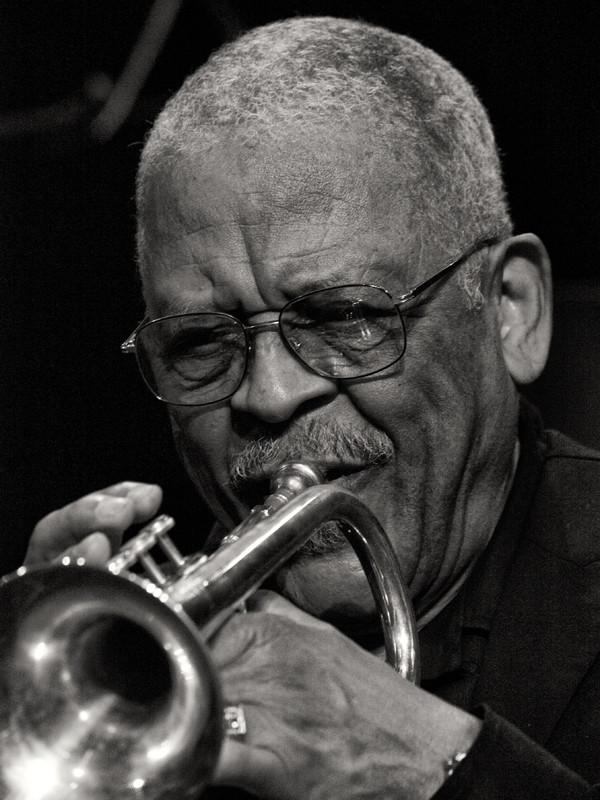
En el Moers Festival de 2008

Bobby Lee Bradford (Cleveland, Misisipi, 19 de julio de 1934) es un trompetista, cornetista, director de orquesta y compositor de jazz estadounidense. 
Conocido por su trabajo con Ornette Coleman, en octubre de 2009 se convirtió en el segundo galardonado con el Premio de Reconocimiento del Festival de Nueva Música de Trompeta.
La vida de Bradford comienza en Misisipi, aunque él y su familia se mudaron en 1946 a Dallas, Texas. En 1953 se muda a Los Ángeles donde se reúne con Ornette Coleman, a quien había conocido previamente en Texas. Don Cherry sustituiría más tarde a Coleman cuando éste fue reclutado por la Fuerza Aérea de los Estados Unidos.
Enseñó en el Pomona College durante 44 años.